# Haeundae LCT The Sharp
Haeundae LCT The Sharp (koreanisch 해운대 엘시티 더샵) ist ein Wolkenkratzer in Haeundae-gu, Busan in Südkorea. Seit der Fertigstellung im Jahr 2019 ist der Turm nach dem Lotte World Tower der zweithöchste Wolkenkratzer Südkoreas.
Das Haeundae LCT The Sharp liegt vor der Küste von Haeundae-gu und ist auch das Zentrum des Resortkomplexes Haeundae.

## Konfiguration
Es besteht aus einem Wahrzeichenturm und zwei Wohntürmen. Die Höhe des Wahrzeichenturms beträgt 411 Meter, der Residenzturm A 339 Meter und der Residenzturm 333 Meter. Im Wahrzeichen Turm befindet sich unter anderem sich ein Hotel mit 260 Zimmern. Außerdem gibt es vom 98. bis 100. Stock ein Observatorium namens 'Busan X the SKY'.